# Red Bluff
Red Bluff är en stad (city) i Tehama County, i delstaten Kalifornien, USA. Enligt United States Census Bureau har staden en folkmängd på 14 105 invånare (2011) och en landarea på 19,6 km². Red Bluff är huvudort i Tehama County.